# Der Bulle von Tölz: Tod in der Brauerei
Tod in der Brauerei ist ein deutscher Fernsehfilm von Walter Bannert aus dem Jahr 1997 nach einem Drehbuch von Claus Peter Hant. Es ist die 9. Folge der Krimiserie Der Bulle von Tölz mit Ottfried Fischer als Hauptdarsteller in der Rolle des Hauptkommissars Benno Berghammer. Die Erstausstrahlung erfolgte am 16. Februar 1997 auf Sat.1.

## Handlung
Franziska Bachmaier wartet vor der Kirche auf ihren Bräutigam Ludwig. Ihre Tante Magda macht keinen Hehl daraus, dass sie gegen diese Heirat ist. Als Ludwig nicht erscheint, wird nach ihm gesucht. Franziska findet ihn tot im Gästezimmer der Brauerei ihres Vaters. Er wurde durch Autoabgase vergiftet, die durch einen Schlauch von einem laufenden Auto in das Zimmer geleitet wurden. Es sieht alles nach Selbstmord aus. Franziska Bachmaiers Bruder Gustl ist davon überzeugt, dass der Braubursche Ludwig mit der zukünftigen Leitung und Sanierung des maroden „Tölzer Brauhauses“ überfordert war und sich deshalb selbst umgebracht hat. Tobias Kuppenbauer schließt einen Suizid dagegen kategorisch aus, weil sein Freund Ludwig erst kürzlich heimlich die Braumeisterprüfung abgelegt und konkrete Sanierungspläne für die Brauerei geschmiedet hat. Vor diesem Hintergrund glauben die Kommissare Benno Berghammer und Sabrina Lorenz auch nicht mehr an Selbstmord und versuchen herauszufinden, wer von Ludwigs Tod am meisten profitiert.
Herr Dollinger von der Berliner Großbrauerei „Katzenbräu“ unterbreitet Franziska Bachmaier ein Angebot zum Kauf des „Tölzer Brauhauses“, doch sie ist nicht interessiert; sie will die Brauerei übernehmen und sanieren. Bei der Bank handelt sie auch gleich eine Kreditzusage aus.
Gustl Bachmaier fährt einen Sportwagen, der dem „Katzenbräu“ gehört; er ist für die Firma auf Ibiza für den Vertrieb verantwortlich. Er hat zuvor die elterliche Brauerei geleitet, doch sein Vater hat ihm diese Funktion entzogen, weil er den Betrieb an den „Katzenbräu“ verkaufen wollte.
Bürgermeister Franz Wegener, dessen Baufirma für den „Katzenbräu“ ein Auslieferungslager bauen soll, hat das „Tölzer Brauhaus“ als idealen Standort entdeckt, denn bei einer Schließung würde laut der 300 Jahre alten Gründungsurkunde das Grundstück wieder an das Kloster zurückfallen. Und da das Kloster dringend Geld braucht, macht Wegener dem Prälaten Hinter ein großzügiges Angebot, um an das Grundstück zu kommen. Außerdem schickt er die Gewerbeaufsicht zur Brauerei und warnt den Bankangestellten vor der Familie Bachmaier, die es angesichts der Konkurrenz kaum schaffen dürfte, den Kredit zurückzuzahlen – mit Erfolg: Die Bank zieht die Kreditzusage zurück. Auch die Hopfenlieferungen bleiben aus, weil Herr Dollinger herumerzählt, dass die Brauerei pleite ist.
Als die Kommissare herausfinden, dass Magda Bachmaier jeden Abend zur gleichen Zeit im „Klosterbräu“ ein Bier trinkt, um anschließend mit ihrem Hund einen Rundgang durch die Brauerei zu machen, ist ihnen klar, dass sie vom Umstieg des Gasthauses auf das Bier vom „Katzenbräu“ gewusst haben muss. Außerdem muss sie mitbekommen haben, dass der alkoholisierte Ludwig nach dem Polterabend von Tobias Kuppenbauer und Braumeister Sepp nach Hause gebracht wurde. Darauf angesprochen, streitet sie zunächst alles ab, gibt dann aber unter dem steigenden Druck der Ermittler doch zu, den Verkauf der Brauerei an den „Katzenbräu“ selbst eingefädelt zu haben. Dabei sei ihr Ludwig im Weg gestanden.
Das „Tölzer Brauhaus“ ist gerade dabei, die Pforten zu schließen, als die Kommissare dort eintreffen. Sie haben einen Rettungsplan im Gepäck: Die Kirche soll die Klostergründe der Bank als Sicherheit für die Kredite der Brauerei überschreiben; im Gegenzug soll die Kirche an der Brauerei beteiligt werden.

## Hintergrund
Die Dreharbeiten erfolgten in Bad Tölz, Holzkirchen (Brauerei) und im Kloster Benediktbeuern (Braustüberl); als Schauplatz für die „Pension Resi“ diente das Hollerhaus Irschenhausen.